# Hasičský odboj

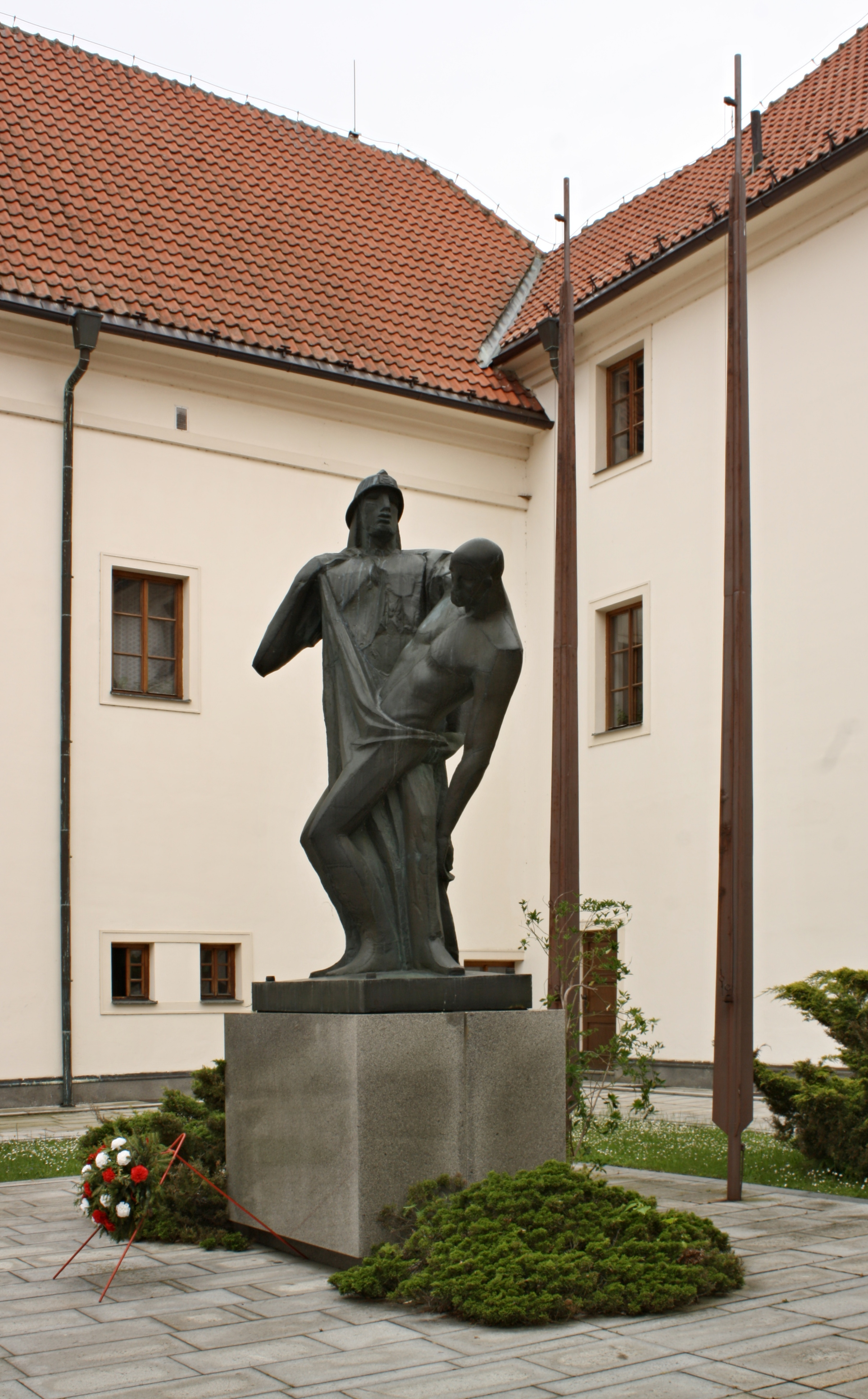
Památník hasičům na nádvoří hasičského muzea v Přibyslavi.

Hasičský odboj je souhrnný výraz pro centrálně i decentralizovaně organizovanou odbojovou činnost hasičů v Protektorátu Čechy a Morava. Příslušníci se rekrutovali zpočátku z vedoucích hasičských funkcionářů a později se zapojovali i běžní členové jednotlivých hasičských sdružení. Vyvíjeli především zpravodajskou a sabotážní činnost. Dále se věnovali zásobování partyzánských skupin, shromažďování benzínu, zdravotnického materiálu a zbraní pro povstání proti okupantům. Odbojová skupina, která vznikla v březnu 1942 byla napojena Přípravný revoluční národní výbor a později prostřednictvím Josefa Císaře na Radu tří. Už před vznikem skupiny byla část hasičů součástí Obrany národa a dalších odbojových organizací. Na vzniku hasičského odboje se podíleli vedoucí funkcionáři Svazu českého hasičstva v čele s Františkem Procházkou.

## Historie
Ihned po vyhlášení Protektorátu Čechy a Morava začaly organizační změny v hasičském hnutí. Na základě výnosu ministerstva vnitra z 15. května 1939 došlo k zániku tehdejších řídících orgánů a nově byl ustaven Svaz českého hasičstva v Čechách a na Moravě, rovněž byly provedeny změny v územní organizaci. Nařízením z 29. prosince 1939 bylo hasičům zakázáno používat symboly a názvy odkazující na Československo. Dále museli být ze všech sborů vyloučeni Židé, schůze se musely ohlásit předem a často se konaly za přítomnosti četnictva. Na schůzích se smělo jednat pouze k problematice sboru. Od roku 1943 byly povoleny pouze pracovní porady. Byla zavedena povinná kontrola docházky na cvičení. Majetek sborů musel být převeden do vlastnictví měst a obcí. V obcích, kde současně s českým sborem působil německý, byly české sbory rozpuštěny. Byly prováděny časté kontroly a jakýkoliv zjištěný nedostatek byl považovaný za sabotáž.Němci se pomocí těchto opatření snažili dostat české hasiče pod kontrolu, protože je potřebovali k ochraně svého válečného průmyslu.  Zároveň si byli vědomi odbojového potenciálu českých hasičů. Protože organizace jako celek disponovala motorovými vozidly, zásobami benzínu a disponovala velkým množstvím dobře organizovaných a vycvičených lidí. Například podle pozdějších zjištění gestapa dokázalo během "cvičení" na přelomu května a června v roce 1944 v poměrně krátkou dobu nastoupit přes šedesát tisíc hasičů.Hasiči se tak časem zůstali jedinou českou fungující velkou organizací v Protektorátě.

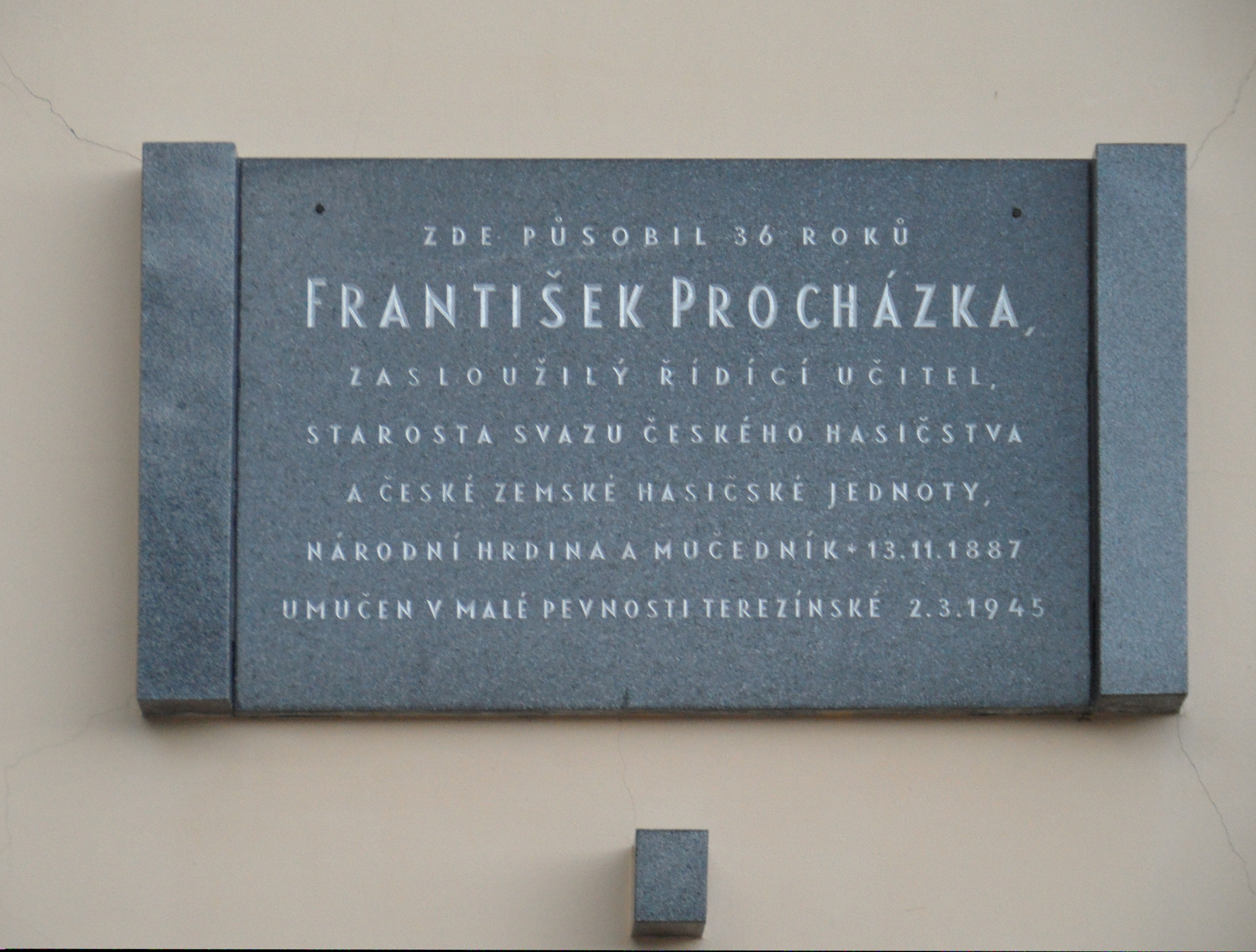
Pamětní deska Františka Procházky na budově obecního úřadu v Čestíně

Od vzniku Protektorátu do vytvoření hasičské odbojové organizace v březnu 1942 se hasiči zapojovali do různých odbojových organizací, zejména do Obrany národa. Část hasičů také odešla do zahraničí aby se zapojila do československé zahraniční armády. V domácím odboji se věnovali hlavně převádění osob přes hranice, poskytování pomoci lidem, žijícím v ilegalitě, sabotování německých nařízení a protiněmecké propagandistické činnosti.
Od března 1942 byly vytvářeny odbojové buňky v hasičských sborech po celém území Protektorátu. Hasiči v té době spolupracovali s odbojovými skupinami Obrana národa a Kapitán Nemo. Tyto skupiny ale byly v rámci represí po atentátu na Heydricha v roce 1942 téměř zničeny. Poté byla navázána spolupráce s Přípravným revolučním výborem, později Radou tří. Spojení bylo navázáno prostřednictvím Josefa Císaře.Po dohodě s ním se začali hasiči připravovat na ozbrojené povstání. Začal probíhat výcvik během hasičských kurzů a tzv. náhlých nočních srazů na odlehlých místech. A byly sestaveny bojové jednotky z mužů (vojáků v záloze) do 35 let v každém soudním okrese. Tyto jednotky měly od roku 1944 podléhat přímému velení generála Vojtěcha Luži. Ze starších hasičů byly sestavovány tzv. jednotky bezpečnostní služby. Byly tvořeny zásoby benzínu, kdy hasiči při cvičeních oficiálně vykazovali větší spotřebu a ušetřený benzín tajně skladovali. Dále pak shromažďovali zbraně, výbušniny a zdravotnický materiál. Jako součást požární ochrany měli přístup do různých vojenských a průmyslových objektů, takže vytvářeli plány těchto objektů. Navázali styky s menšími partyzánskými oddíly a pomáhali je zásobovat.

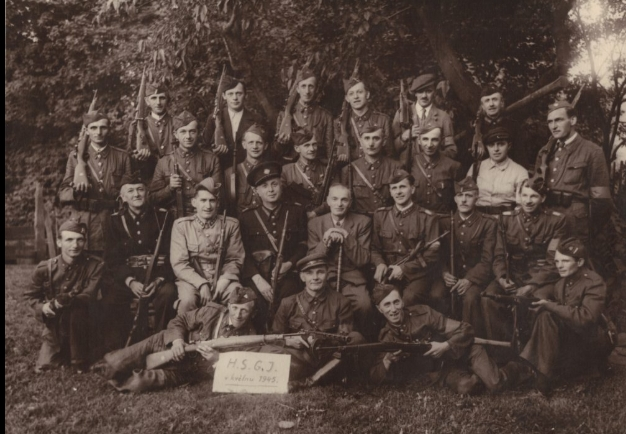
Ozbrojení hasiči v Golčově Jeníkově během konce války

Ve druhé polovině roku 1943 zachytilo gestapo stopu odbojové činnosti hasičů na Jičínsku a hasičská organizace se tak dostala do jeho hledáčku.Němci nechtěli ohrozit schopnost hasičů zasahovat proti požárům, protože v té době navíc rostlo riziko spojeneckého bombardování, rozhodli se nasadit konfidenty na okresní a krajské hasičské funkcionáře. V září roku 1944 pak proběhla akce "Hasiči". Mezi prvními byly 12. září zatčeni vedoucí funkcionáři Svazu českého hasičstva František Procházka, Bohdan Wágner, Josef Dědek, Emil Karpaš a Václav Dřevo. V dalších dnech proběhlo hromadné zatýkání po celých Čechách a Moravě. Celkově bylo zatčeno více než tři tisíce hasičů.

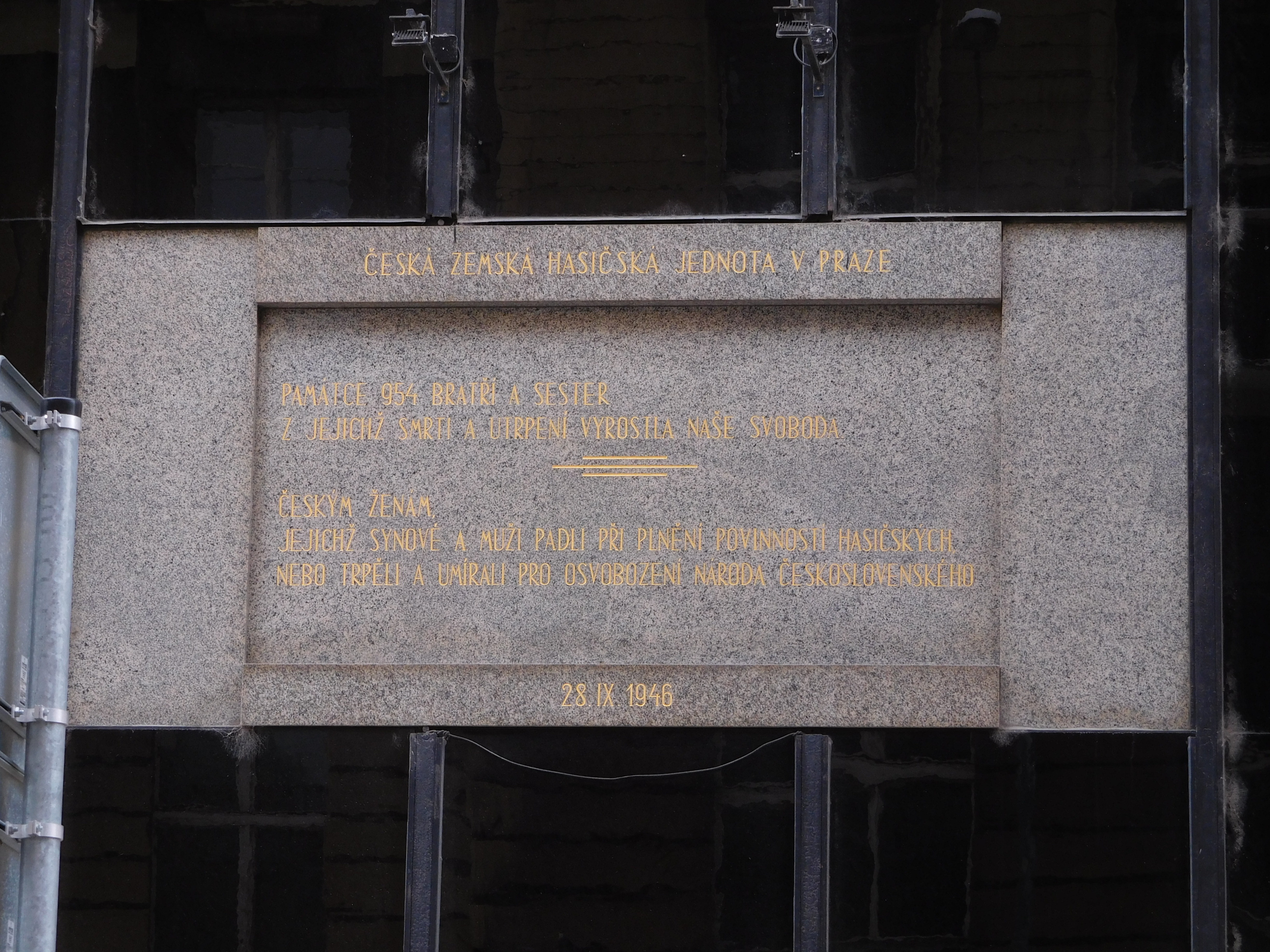
Pamětní deska na budově Hasičského domu v Praze

I přes velkou ztrátu hasičské organizace, nadále mezi hasiči probíhaly přípravy k závěrečným bojům i v roce 1945. Po vypuknutí pražského povstání se část hasičů zapojila do bojů v Praze, kde jich 198 padlo. Ale i v ostatních místech Čech a Moravy se hasiči aktivně zapojili do květnových událostí. Účastnili se bojů a odzbrojování Němců, vykonávali pořádkovou a strážní službu. Zasahovali proti požárům a při likvidaci výbušnin. Pomáhali raněným a zajišťovali jejich transport.

## Ztráty
Během německé akce „Hasiči“ bylo v Čechách zatčeno 2088 hasičů, z toho 954 zemřelo. Na Moravě to bylo 1011 hasičů, z nichž nepřežilo 288.